# Літньо-осінній трикутник

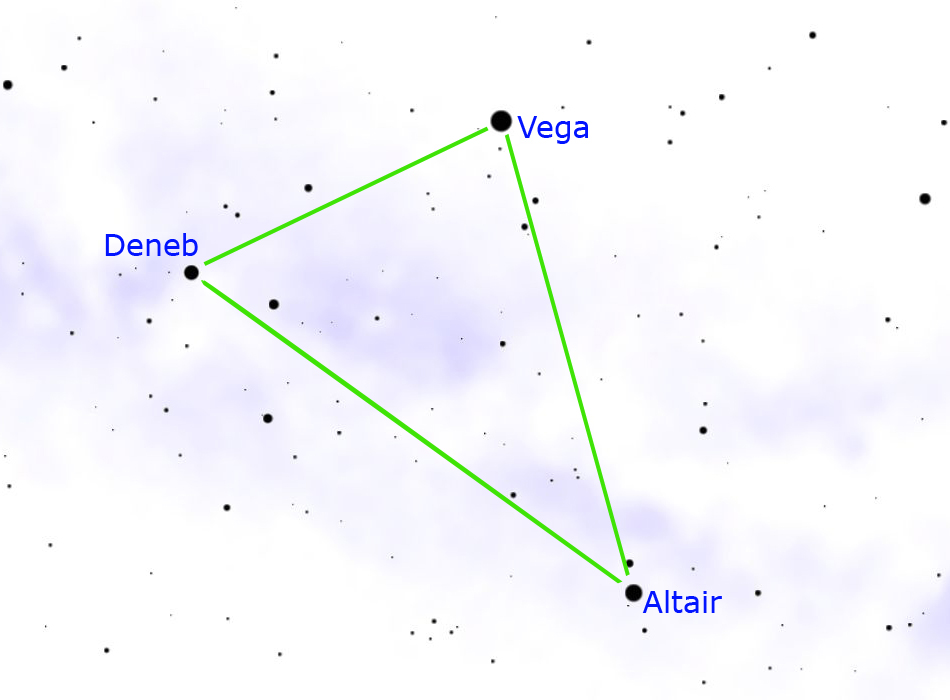
Літньо-осінній трикутник

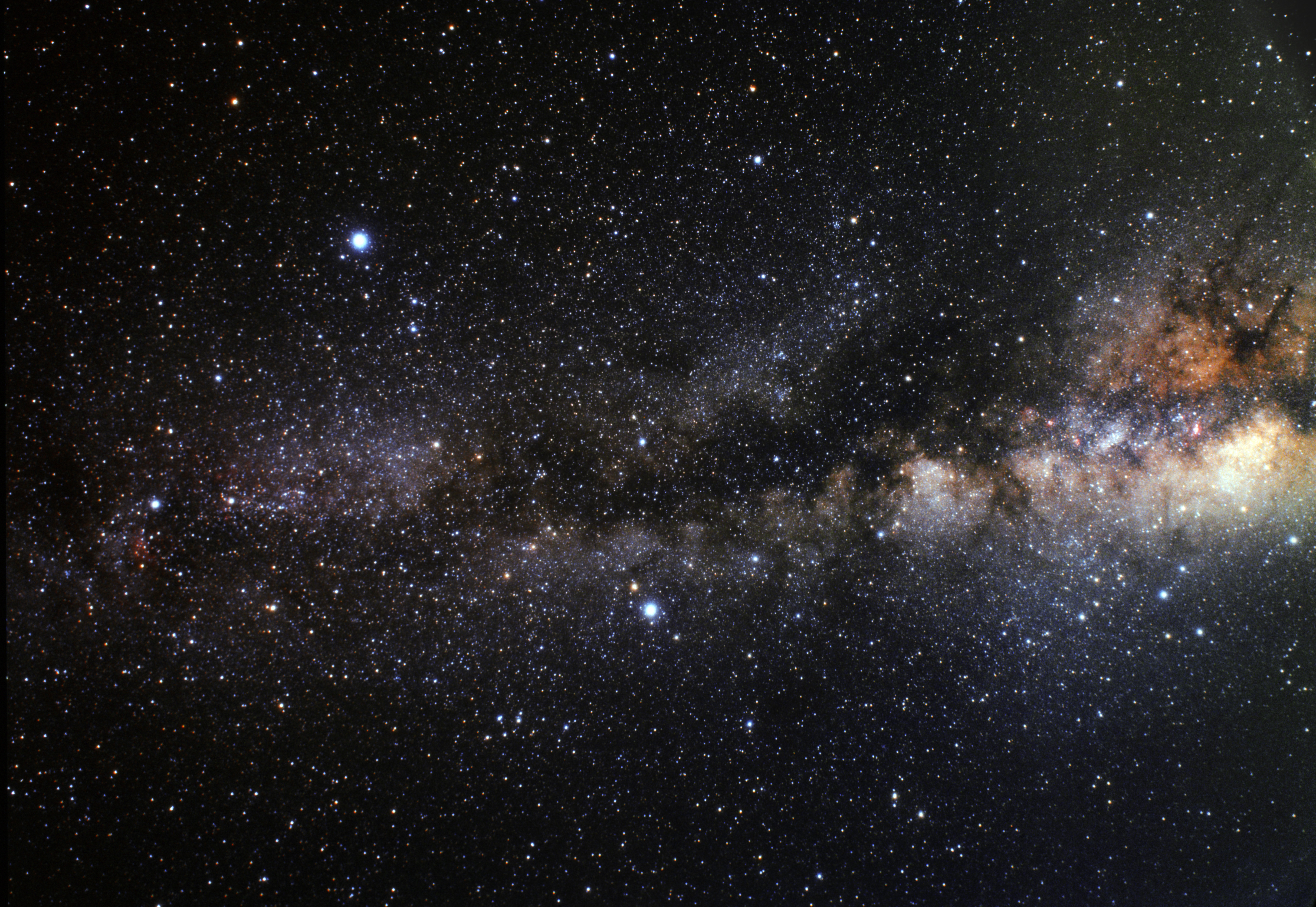
Фото Літньо-осіннього трикутника

Літньо-осінній трикутник — найпомітніший астеризм північної півкулі небесної сфери, добре спостережуваний  влітку та восени.  Являє собою трикутник з трьох яскравих зірок: Вега (α Ліри), Денеб (α Лебедя) та Альтаїр (α Орла).
Варіанти назви: «осінньо-літній», «літній», «великий літній» та  «осінній трикутник».